# تمارا شاين
تمارا شاين (بالإنجليزية: Tamara Shayne)‏ (و. 1902 – 1983 م) هي ممثلة من الولايات المتحدة الأمريكية . ولدت في بيرم .
توفيت في لوس أنجلوس .بسبب نوبة قلبية .

## روابط خارجية
- تمارا شاين على موقع IMDb (الإنجليزية)
- تمارا شاين على موقع قاعدة بيانات الفيلم (الإنجليزية)